# Long Tall Sally
Pour les articles homonymes, voir Long Tall Sally (homonymie).
Singles de Little Richard
Tutti Frutti
(1955) Rip It Up
(1956)
Pistes de Here's Little Richard
Slippin' and Slidin' (en)
(6) Miss Ann
(8)
Long Tall Sally est une chanson du répertoire de Little Richard devenue un classique du rock 'n' roll. Elle est signée Enotris Johnson (de), Robert Alexander Blackwell et Richard Penniman, véritable nom de Little Richard. Cette chanson a fait l'objet d'un très grand nombre de reprises, dont celle enregistrée en 1964 et systématiquement jouée sur scène par les Beatles.

## Version originale
La chanson est enregistrée le 7 février 1956 à La Nouvelle-Orléans pour le label Specialty. Lee Allen (sax tenor), Alvin "Red" Tyler (sax baryton), Edgar Blanchard (guitare), Frank Fields (basse) et Earl Palmer (batterie) accompagnent Little Richard qui chante et joue du piano. Slippin' and Slidin', enregistrée le même jour, figure sur la face B du single édité en mars 1956 aux États-Unis. Ces deux titres sont incorporés dans son premier album Here's Little Richard en 1957.
Après Tutti Frutti, Long Tall Sally est le second tube de Little Richard. Le disque se hisse en première position des charts rhythm and blues aux États-Unis.
En 1999, Long Tall Sally, reçoit le Grammy Hall of Fame Award.

## Reprises
Comme Tutti Frutti, la chanson est aussitôt reprise par Pat Boone. Elvis Presley, Gene Vincent, Eddie Cochran, Wanda Jackson et Vince Taylor la chantent également.
En 1964, elle devient aussi un hit au Royaume-Uni grâce à l'interprétation qu'en font deux des plus grands groupes anglais.
The Kinks, tout d'abord, l'enregistrent pour leur premier 45 tours qui paraît le 7 février 1964.

### Version des Beatles
Pistes de The Beatles' Second Album
You Can't Do That I Call Your Name
Pistes de Past Masters
Sie liebt dich I Call Your Name
Pistes de Long Tall Sally (EP)
I Call Your Name
Les Beatles ensuite décident de graver ce titre pour leur EP rock 'n' roll, justement intitulé Long Tall Sally, qui contient aussi les standards Matchbox et Slow Down et la chanson I Call Your Name signée Lennon/McCartney. Ce maxi est le premier de deux comprenant des pièces inédites.

#### Historique
Lennon découvrit Little Richard au printemps 1956 et il affirmera que ce moment changea sa vie. À la sortie du 45 tours Rip It Up / Ready Teddy en novembre de la même année, McCartney à son tour fut conquis par Richard et, en mettant de côté toutes ses inhibitions, réalisa qu'il pouvait hurler à la façon du rockeur,. John Lennon a toujours été impressionné d'entendre Paul McCartney chanter de cette manière. Comme Elvis, Chuck Berry et Gene Vincent, Richard Penniman fut une influence majeure sur les Beatles.
Durant une tournée britannique de Little Richard, qui renouait avec la musique rock qu'il avait délaissé au profit de la religion, Brian Epstein organisa, le 12 octobre 1962 à New Brighton (en), le Litte Richard at the Tower, un spectacle de plus de cinq heures et demie où onze groupes se partageaient la scène,. Les Beatles faisaient la sixième prestation et le rocker américain qui était évidemment le clou de la soirée, passait le septième. Le prédicateur fut impressionné par le groupe local, affirmant qu'ils « étaient fabuleux ! Ne pas les avoir vus, je ne croirais pas qu'ils étaient blancs. Ils ont un son Negro authentique »,. À la suite du concert, les Beatles ont demandé à leur heros s'ils pouvaient se faire photographier avec lui, et c'est la dernière fois que le groupe se retrouvera photographié avec une vedette; bientôt, tous voudront être photographié avec eux . Seize jours plus tard, Epstein récidive avec un spectacle similaire au Théâtre Empire, à Liverpool où ils lui remettront une copie de la photo, encadrée et autographiée.
L'avant-dernière fois que les Beatles joueront à Hambourg, du 1er au 15 novembre 1962, ils partageront la scène encore quelques fois avec Little Richard .
Trois autres chansons de Little Richard seront enregistrées par les Beatles; Kansas City/Hey, Hey, Hey, Hey (publiée sur Beatles for Sale), Lucille et Ooh! My Soul (publiées sur Live at the BBC).

#### Enregistrement et parutions
Paul McCartney chanta Long Tall Sally pour impressionner son futur partenaire d'écriture, le 6 juillet 1957, le jour de leur première rencontre à la fête paroissiale de l'église St. Peter à Woolton,. Ils incluront cette chanson dans leur tour de chant habituel avec des paroles un peu différentes de l'originelle. Ils joueront Long Tall Sally lors de leur dernier séjour au Star-Club en décembre 1962 et une de ces prestations sera enregistrée et publiée en 1977 sur le bootleg Live! at the Star-Club in Hamburg, Germany; 1962.
La version studio est enregistrée en une seule prise le 1er mars 1964 aux studios d'Abbey Road, le premier solo de guitare est joué par John Lennon et le second par George Harrison. Cette chanson, chantée énergiquement par Paul McCartney, sera systématiquement interprétée en tournée par les Beatles, jusqu'à leurs ultimes concerts aux États-Unis en août 1966. En 1977 et remastérisé en 2016, une de ces prestations sera publiée sur le disque The Beatles at the Hollywood Bowl.
Cette chanson est originellement publiée sur le disque américain The Beatles' Second Album le 10 avril 1964 et ensuite en Angleterre sur l'EP éponyme le 19 juin 1964. Elle sera aussi incluse dans l'album compilation Rock 'n' Roll Music publié en 1976. Aujourd'hui, on retrouve cette version studio de la chanson sur Past Masters et une version « live », enregistrée le 19 avril 1964 aux Studios IBC pour l'émission Around The Beatles (en), est publiée sur Anthology 1.
Elle sera enregistrée à sept reprises dans les studios de la BBC et on en retrouve une version sur Live at the BBC (enregistrée le 16 juillet 1963 pour une diffusion sur Pop Go the Beatles (en) le 6 août) et une autre sur On Air - Live At The BBC Volume 2 (enregistrée le 14 juillet 1964 pour une diffusion deux jours plus tard à l'émission Top Gear).

### Autres reprises
Long Tall Sally a encore été chanté, entre autres, par Larry Williams, Sam the Sham and the Pharaohs, Bobby Fuller, The Trashmen, Cactus, Led Zeppelin, John Fogerty avec Bruce Springsteen, Heart, Blind Guardian, Quruli, Scorpions, Molly Hatchet et les pionniers du rock Jerry Lee Lewis et Carl Perkins.
Les Vautours avec Vic Laurens l'adaptent en français sous le titre L'Oncle John en 1961 et Eddy Mitchell en refait une autre version avec le même titre, parue en 1963 sur Eddy in London.
Johnny Hallyday l'enregistre à deux reprises dans deux adaptations françaises différentes : Sally en 1964, sur des paroles de Ralph Bernet, (album Johnny, reviens ! Les Rocks les plus terribles) et en 1975, sous le titre Oh ! Sally, adapté par Michel Mallory, (album Rock à Memphis).